# 日本海事代理士会
一般社団法人日本海事代理士会（にほんかいじだいりしかい）は、海事代理士で構成する職能団体。海事代理士は、強制的に加盟する必要はない。元国土交通省所管。

## 概要
- 所在：東京都中央区日本橋掘留町1丁目4番16号ニュー小林ビル 3階
- 会長：松井直也

## 沿革
- 1974年5月 - 設立
- 1975年9月30日 - 社団法人化。